# San Biagio della Cima
San Biagio della Cima (im Ligurischen: San Giàixu) ist eine norditalienische Gemeinde mit 1237 Einwohnern (Stand 31. Dezember 2023) in der Region Ligurien. Sie liegt am Rande des Ballungsraums von Ventimiglia und gehört zu der Provinz Imperia.

## Geographie
San Biagio della Cima gehört zu der Comunità Montana Intemelia und ist circa 45 Kilometer von der Provinzhauptstadt Imperia entfernt. Die Gemeinde wird von dem Fluss Verbone durchflossen.
Nach der italienischen Klassifizierung bezüglich seismischer Aktivität wurde die Gemeinde der Zone 3 zugeordnet. Das bedeutet, dass sich San Biagio della Cima in einer seismisch wenig aktiven Zone befindet.

## Klima
Die Gemeinde wird unter Klimakategorie D klassifiziert, da die Gradtagzahl einen Wert von 1584 besitzt. Das heißt, die in Italien gesetzlich geregelte Heizperiode liegt zwischen dem 1. November und dem 15. April für jeweils 12 Stunden pro Tag.

## Gemeindepartnerschaften
- San Biagio della Cima unterhält seit 2005 eine Partnerschaft mit der französischen Gemeinde Camps-la-Source.

## Kulinarische Spezialitäten
In der Umgebung wird auch der einzig nennenswerte DOC-Rotwein Liguriens angebaut – der Rossese di Dolceacqua.